# H. W. L. Poonja
H. W. L. Poonja (Hari Wanch Lal Poonja, né le 13 octobre 1910 ou 1913, selon les sources, dans la partie du Punjab appartenant aujourd'hui au Pakistan et qui fut l'Inde jusqu'à la partition - mort le 6 septembre 1997 à Lucknow, Inde), également appelé Papaji ou Poonjaji, est un guru de l’Advaita Vedānta principalement connu à travers la diffusion de ses disciples en Occident.

## Biographie
Né dans la ville de  Gujranwala, il se marie à l'âge de 20 ans et a deux enfants avant de s'engager deux années dans l'armée.
Il rencontre son maître Ramana Maharshi en 1944, après avoir démissionné de l'armée. En 1947, au moment de l'indépendance de l'Inde, il déménage à Lucknow où il travaille d'abord comme commercial et gérant d'une mine.
Il raconte avoir échappé à la mort au moment des émeutes suivant la partition de l'Inde et du Pakistan, en 1947, alors qu'il fuyait les lieux avec sa famille, une « voix » intérieure, qu'il attribue à Ramana Maharshi, lui aurait dit de monter dans le compartiment des musulmans, alors que ces derniers, 30 km après le départ du train, fusillèrent tous les hindous dans leurs compartiments réservés, son choix laissant la vie sauve aux 35 membres de sa famille qu'il amenait avec lui.
À la fin des années 1960, H. W. L Poonja forme une nouvelle famille avec sa disciple belge, Ganga Mira et leur fille, Mukti.
Dès le début début des années 1990, il donna quotidiennement Satsang. Des gens du monde entier l'ont visité.
Il meurt le 6 septembre 1997 à l’âge de 83  ou 87 ans à Lucknow.

## Disciples occidentaux
Il fut le maître spirituel d'Andrew Cohen, Gangaji (en), Isaac Shapiro, Catherine Ingram, Madhukar et Ganga Mira, entre autres.
Un grand nombre de ses disciples sont venus des ashrams d'Osho après la mort de ce dernier en 1990.

## Enseignement
H. W. L. Poonja ne s'associait pas à une tradition et avait un discours jugé assez radical. Pendant le Satsang, le message paradoxal adressé à son auditoire de chercheurs spirituels, dans l'esprit de la non-dualité, est que le Soi est déjà réalisé et libre, qu'il n'y a pas de différence entre le maître et le disciple, et qu'il n'y a même pas de message à transmettre et que le silence enseigne aussi bien sinon mieux que les paroles. L'accent est cependant mis sur la réflexion autour de la question « Qui suis-je ? », telle que son Maître l'enseignait.

## Controverses
Poonjaji a été accusé par certains observateurs et en particulier d'anciens disciples de décerner un peu trop légèrement le titre d'« éveillé » à des personnes qui en abusaient ensuite (puisque, selon la formule de Poonjaji, une personne « illuminée » ne fait que de « belles choses »). Andrew Cohen a même poussé la critique de son maître plus loin, à la suite d'une rupture avec lui et après une relation quasi fusionnelle pendant des années, parfois qualifiée de père/fils, en soupçonnant sa conduite de ne pas être à la hauteur de son enseignement et à cause de ce qu'il a perçu comme des mensonges et de la duplicité. Il a consacré un livre entier à cette rupture : Autobiographie d'un éveil. Il a cependant recommencé à parler de Poonjaji dans les années 2000 dans les termes les plus élogieux.

## Ouvrages

### Ouvrages de Poonja en français
- Hari W. Lal Poonja Réveillez-vous et rugissez ! Éd. Du Relié
- Hari W. Lal Poonja Cela, ainsi parlait Poonja Hari W. Lal Poonja, Innerquest
- Hari W. Lal Poonja Il ne s'est jamais rien passé, le Guru et le disciple Accarias-L'Originel
- Hari W. Lal Poonja Journal, ni noms, ni formes Accarias-L'Originel
- Hari W. Lal Poonja À la source de l'être Innerquest
- Hari W. Lal Poonja Le réveil du lion  Éd. Du Relié

### Ouvrages au sujet de Poonja
- Andrew Cohen, Autobiographie d'un éveil, Altess, 1999